# Municipio de Wrightstown
El municipio de Wrightstown (en inglés: Wrightstown Township) es un municipio ubicado en el condado de Bucks en el estado estadounidense de Pensilvania. En el año 2000 tenía una población de 1.792 habitantes y una densidad poblacional de 110.4 personas por km².

## Geografía
El municipio de Wrightstown se encuentra ubicado en las coordenadas 40°14′56″N 75°00′59″O / 40.24889, -75.01639.

## Demografía
Según la Oficina del Censo en 2000 los ingresos medios por hogar en la localidad eran de $82,875 y los ingresos medios por familia eran $92,372. Los hombres tenían unos ingresos medios de $66,435 frente a los $36,125 para las mujeres. La renta per cápita para la localidad era de $42,623. Alrededor del 3,2% de la población estaban por debajo del umbral de pobreza.